# Ferrari Formula One
Ferrari Formula One, a veces subtitulado Grand Prix Racing Simulation, es un videojuego de carreras desarrollado originalmente por Rick Koenig y publicado por Electronic Arts entre 1988 y 1990 para ordenadores Amiga, Atari ST, Commodore 64, MS-DOS y NEC PC-9801.
También se planearon versiones para Amstrad CPC y ZX Spectrum, pero nunca se publicaron.

## Jugabilidad
El jugador tiene el Ferrari F1-86 disponible para participar en la temporada de carreras de 1986. Tiene su propio campamento base en el Circuito de Fiorano donde el auto puede ser ajustado con gran detalle y probado en la pista. Por ejemplo, puede probar la aerodinámica en el túnel de viento o el motor en el laboratorio y luego establecer los numerosos parámetros. Sin embargo, queda a discreción del jugador entrar en los detalles técnicos o cambiar inmediatamente a la conducción; o viceversa, también puede configurar la conducción automática y ocuparse solo de la gestión.
La interfaz está basada en iconos con un puntero, incluso sin ratón. La fecha y la hora de 1986 se muestran constantemente en los menús y las carreras siguen el calendario programado; el tiempo fluye tanto en tiempo real como acelerado durante las operaciones automáticas.
Al afrontar las 16 carreras del campeonato, te trasladas a la locación, comenzando por el Circuito de Jacarepaguá, y aún tienes la opción de ajustar el auto en boxes, pero limitado a modificaciones más simples como correcciones de llantas. Cada Gran Premio incluye las distintas fases de las carreras reales con los tiempos correspondientes: dos pruebas oficiales y dos calificaciones, y el tercer día el calentamiento y finalmente la carrera real. Puedes correr un número de vueltas similar al real, con carreras de horas, o mucho menos. Es posible saltar directamente a un determinado Gran Premio oa una determinada fase, con el consiguiente cambio de fecha y hora, pero renunciando a la puntuación de las carreras saltadas.
La conducción realista se lleva a cabo con una vista en primera persona desde el punto de vista del conductor, incluidos los instrumentos a bordo y los espejos retrovisores que se muestran en el automóvil. El control de dirección, aceleración y frenado también se puede hacer con el mouse. La caja de cambios es automática o manual según el nivel de dificultad. El Commodore 64 obviamente carece de la opción del mouse, pero también hay un minimapa del circuito disponible durante la carrera.
Pueden ocurrir accidentes por daños y desgaste de componentes, incluidos tiempos de reparación prolongados o la estadía en el hospital del piloto.